# (2930) Euripides
(2930) Euripides (6554 P-L) – planetoida z pasa głównego asteroid okrążająca Słońce w ciągu 4,64 lat w średniej odległości 2,78 j.a. Odkryta 24 września 1960 roku.